# Kožara
Kožara (en serbio cirílico: Кожара) es una isla fluvial en Serbia, que se encuentra en la orilla izquierda del río Danubio. Es parte de la ciudad de Belgrado y pertenece administrativamente a la municipalidad de Palilula, de la misma ciudad.
Kozara es una isla de forma triangular, situada en la sección de Banat del municipio de Palilula entre el Danubio y el canal Jojkićev Dunavac. Kozara tiene una superficie de 0,44 km² y es el nombre en serbio para el cuero.
La isla es inundable, completamente cubierta con bosque y sin población permanente. Hay varios humedales permanentes en la isla.